# Ceclavín
Ceclavín é um município da Espanha na província de Cáceres, comunidade autónoma da Estremadura. Tem 159 km² de área e em 2021 tinha 1 801 habitantes (densidade: 11,3 hab./km²).
O município integra a  Mancomunidade da Rivera de Fresnedosa e, segundo algumas fontes, faz parte da comarca do Vale do Alagón; segundo outras fontes, pertence à comarca de Alcântara.

## Demografia
| Variação demográfica do município entre 1991 e 2004 [carece de fontes?] | Variação demográfica do município entre 1991 e 2004 [carece de fontes?] | Variação demográfica do município entre 1991 e 2004 [carece de fontes?] | Variação demográfica do município entre 1991 e 2004 [carece de fontes?] |
| ----------------------------------------------------------------------- | ----------------------------------------------------------------------- | ----------------------------------------------------------------------- | ----------------------------------------------------------------------- |
| 1991                                                                    | 1996                                                                    | 2001                                                                    | 2004                                                                    |
| 2405                                                                    | 2284                                                                    | 2139                                                                    | 2109                                                                    |